# ナンヨウスギ科
ナンヨウスギ科（学名：Araucariaceae）は、裸子植物門マツ綱の科である。
マキ科と並び南半球を代表する針葉樹のグループである。

## 形態
ナンヨウスギ科の樹形は様々である。

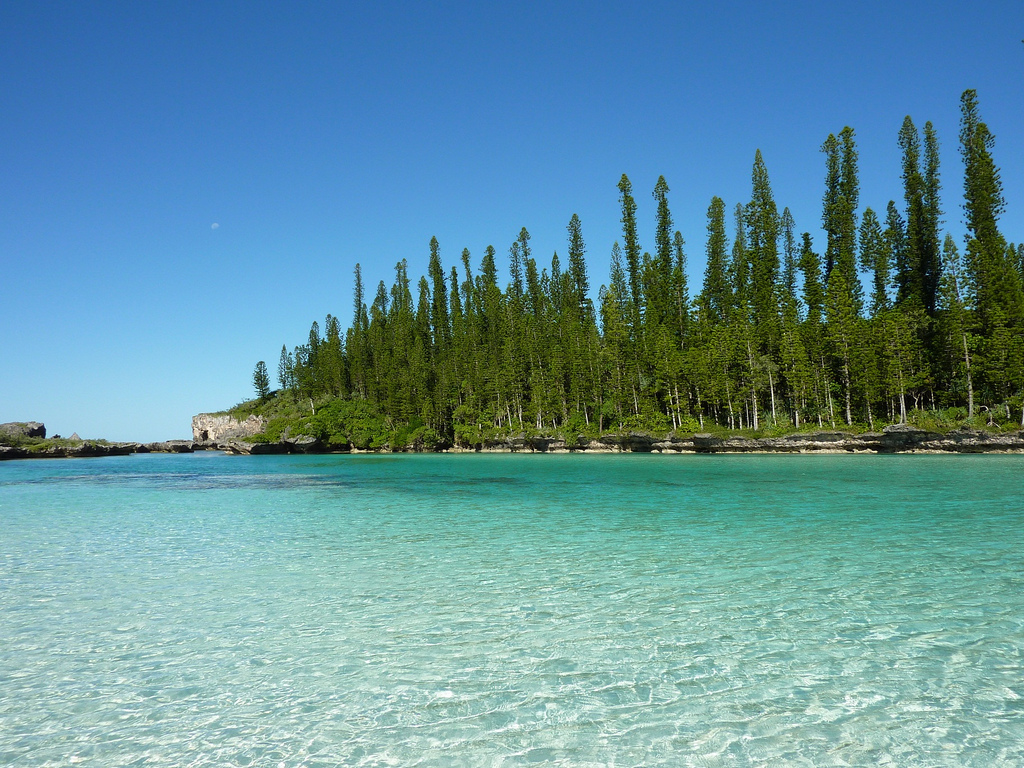
ナンヨウスギ属の樹形の例 A. columnaris
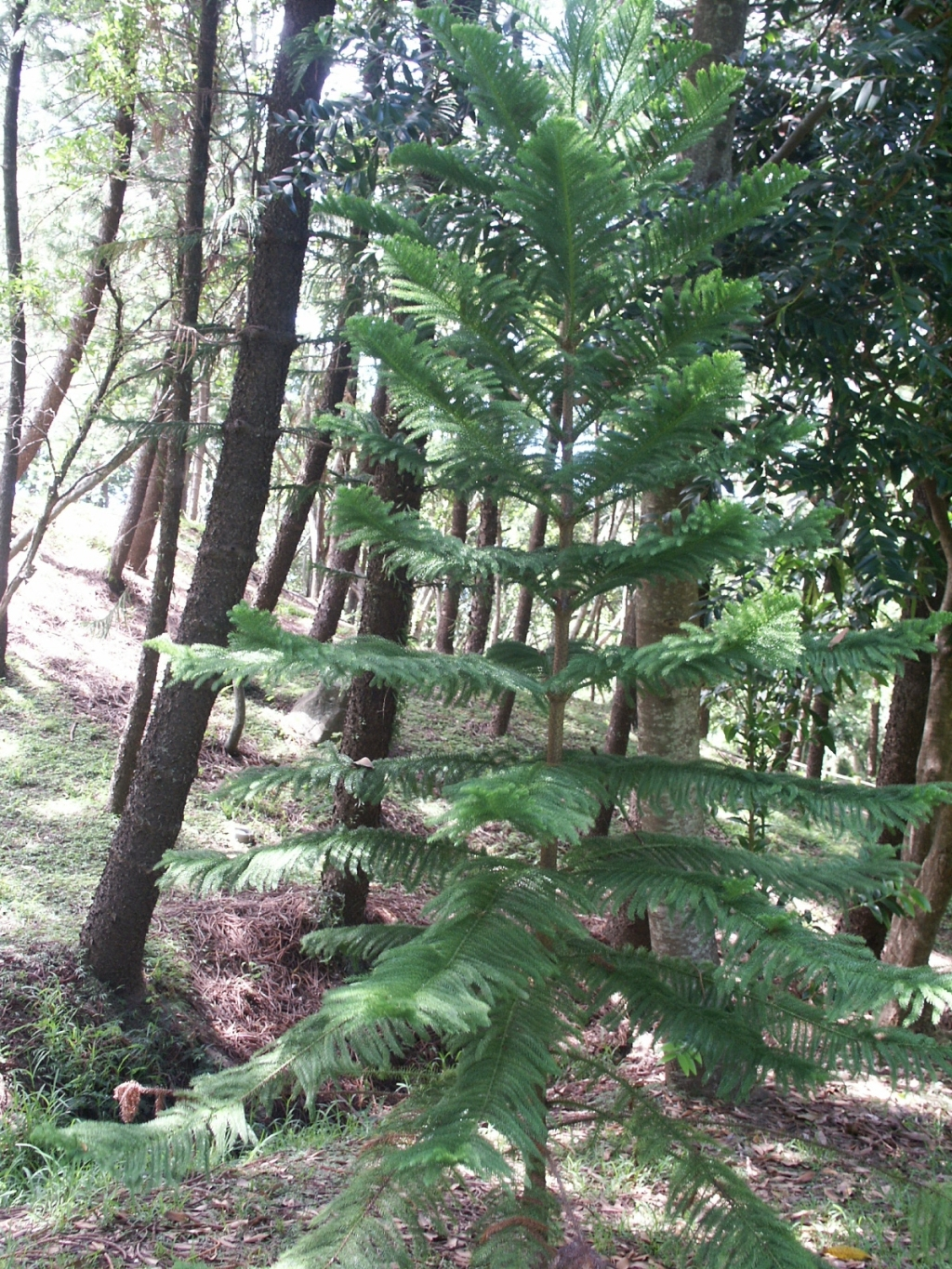
ナンヨウスギ属の幼木 A. nemorosa
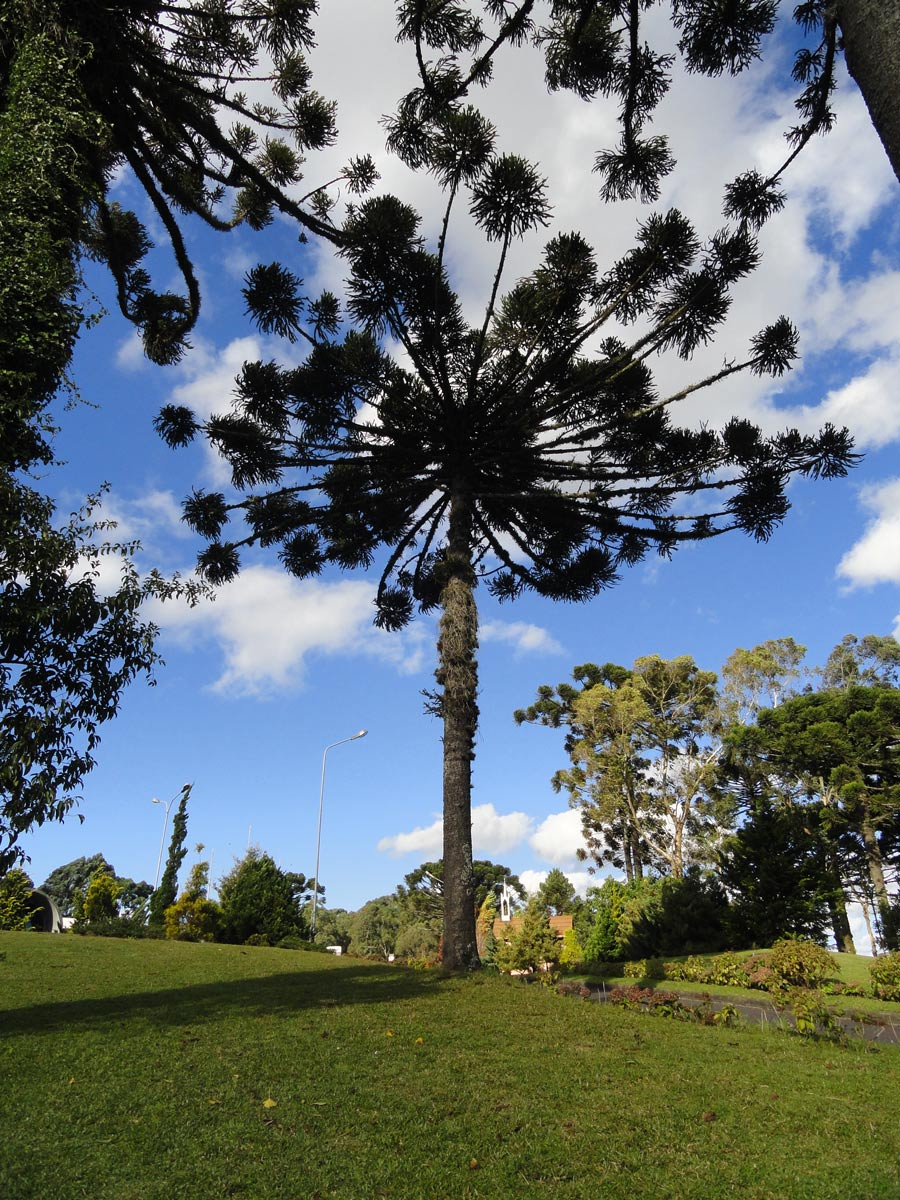
ナンヨウスギ属の樹形の例 A. caxias
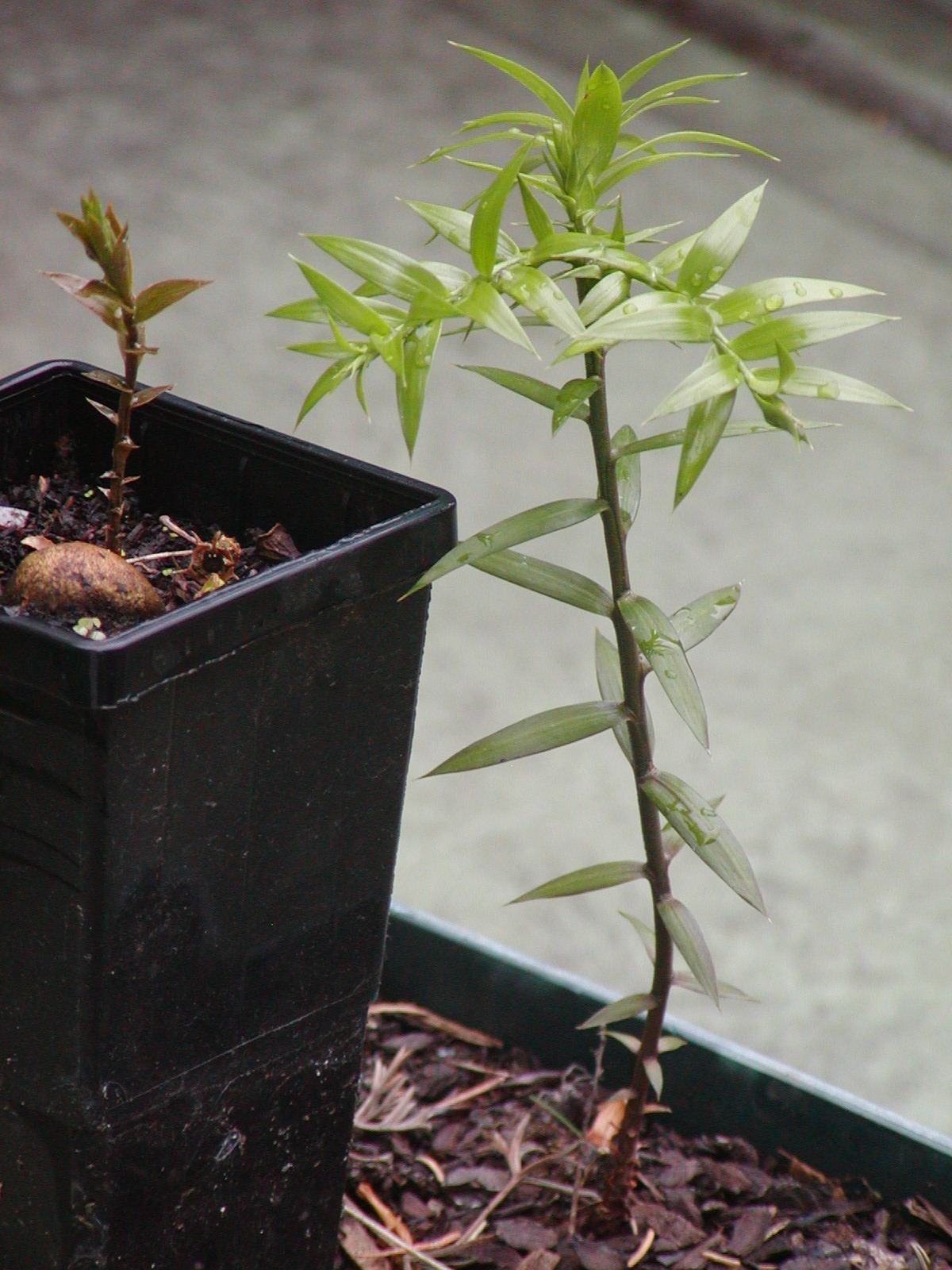
ナンヨウスギ属の発芽直後および成長後の様子

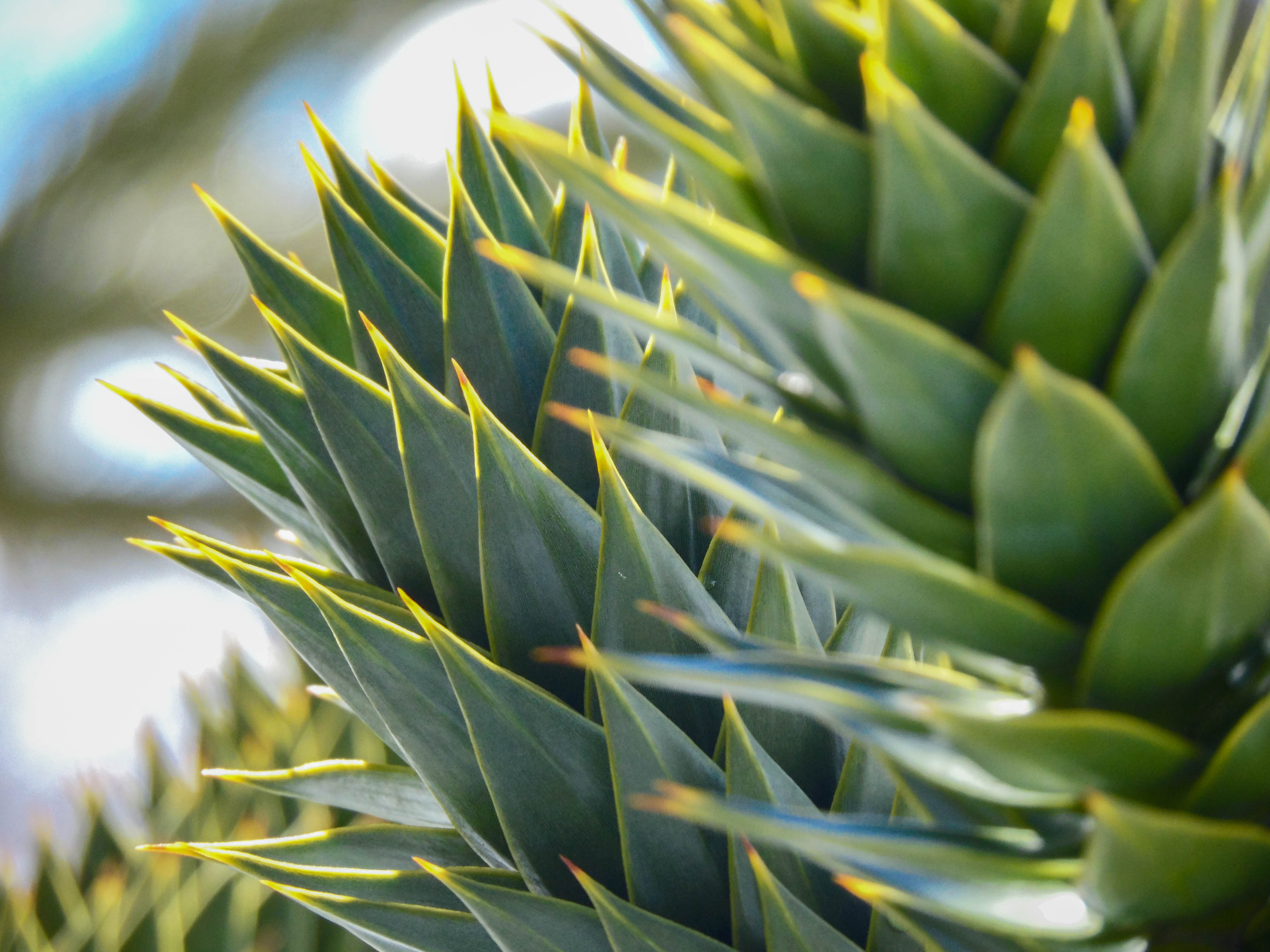
ナンヨウスギ属の葉
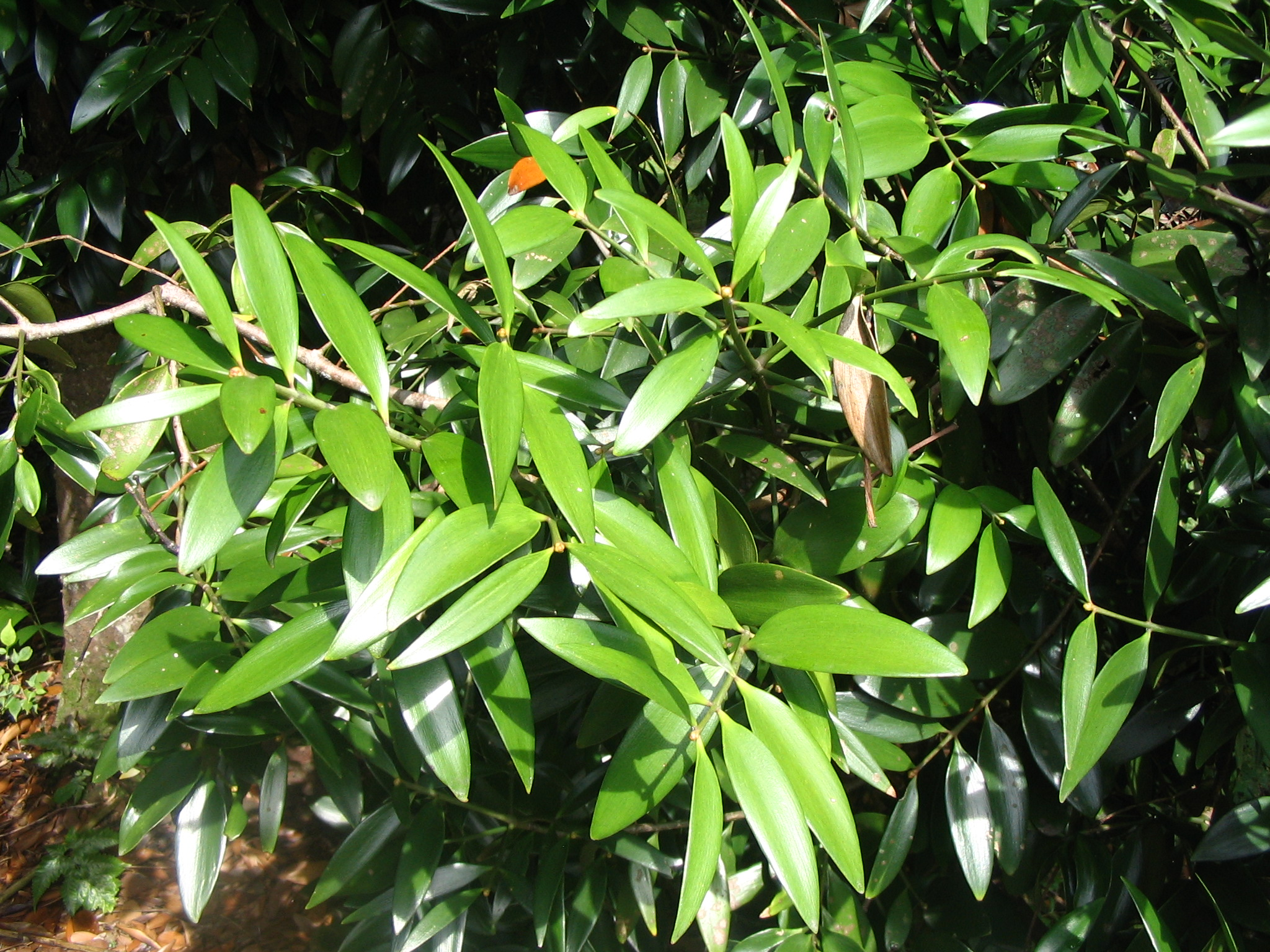
ナギモドキ属の葉 Agathis borneensis

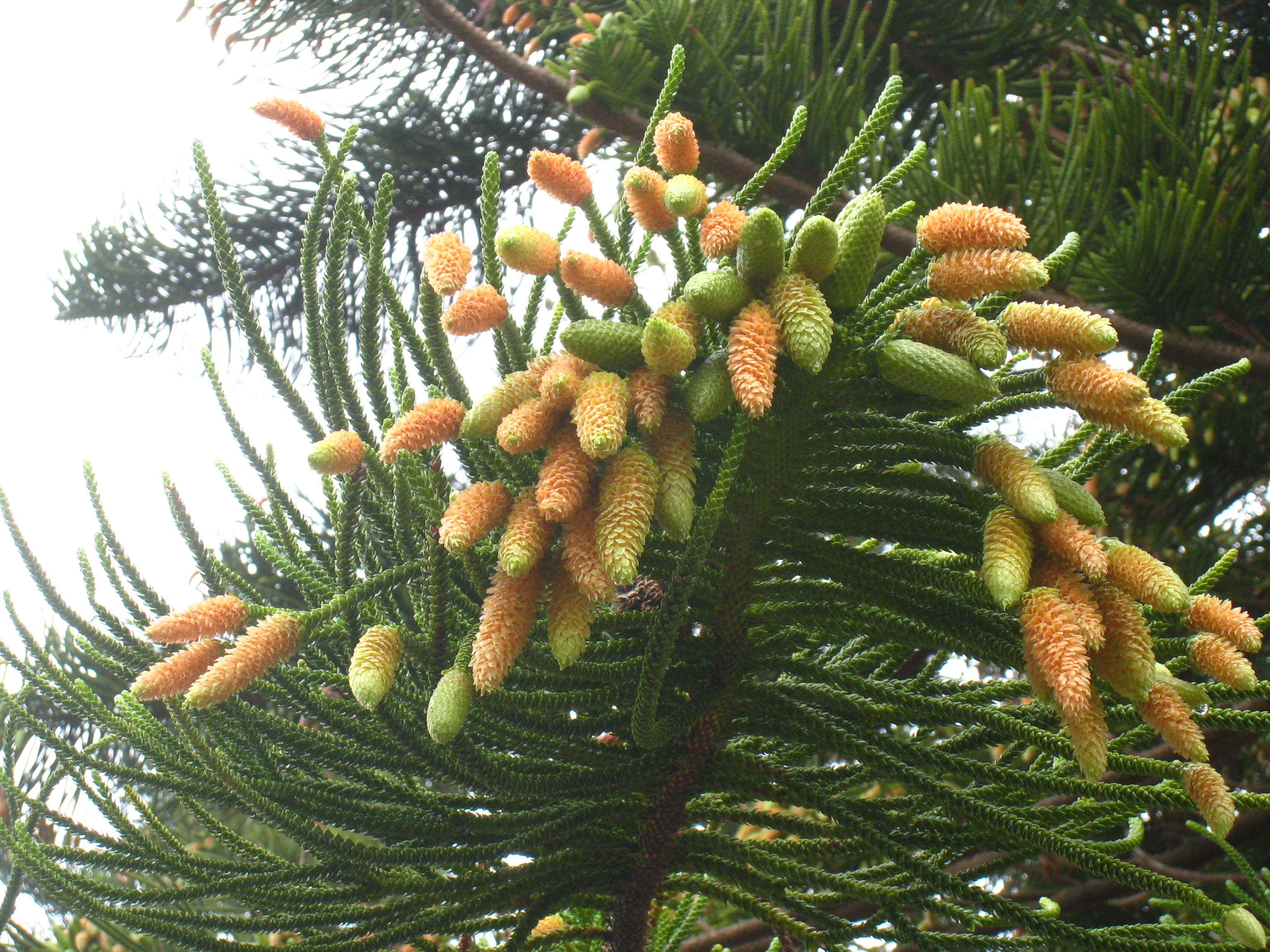
ナンヨウスギ属の雄花
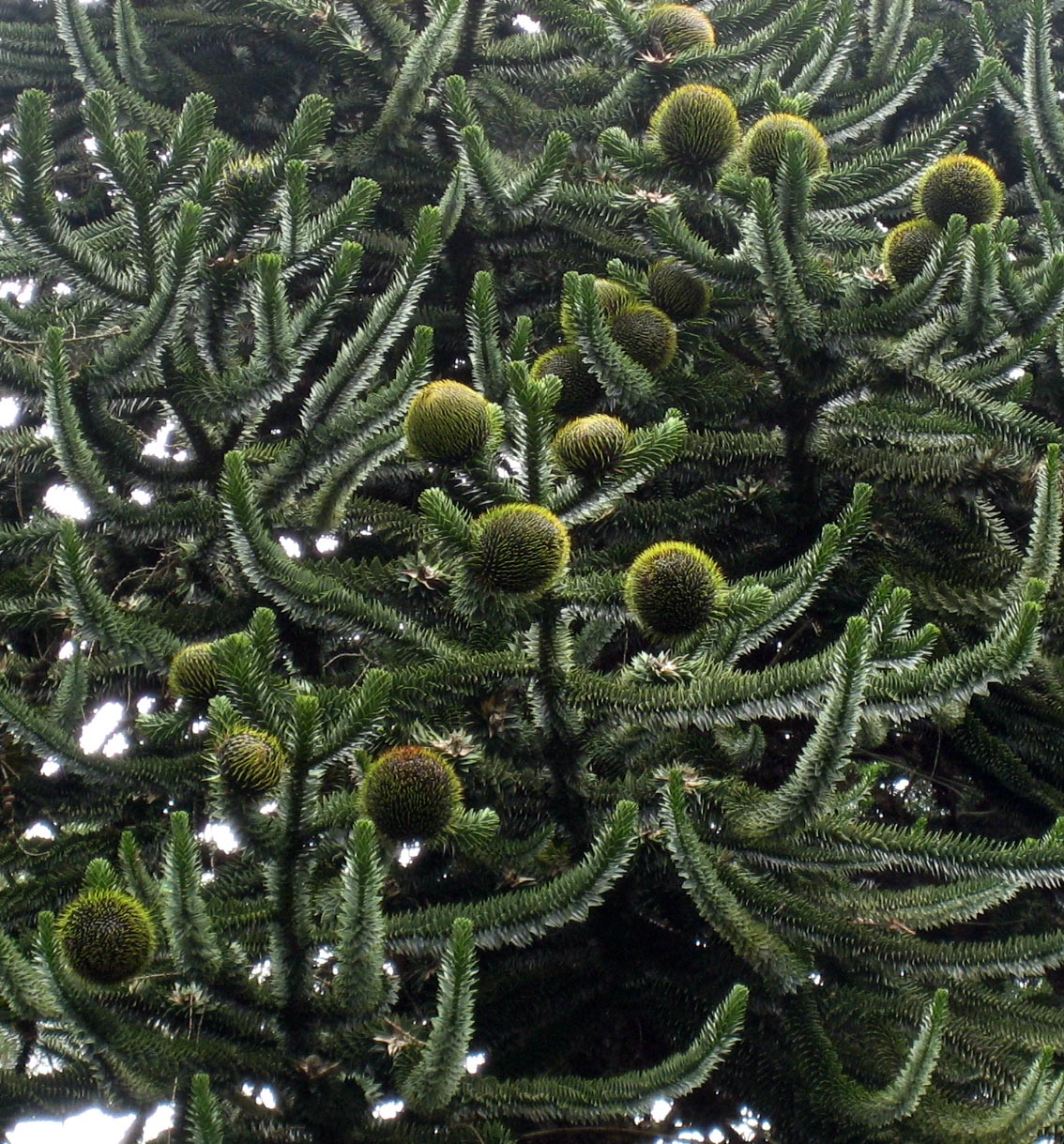
ナンヨウスギ属の球果
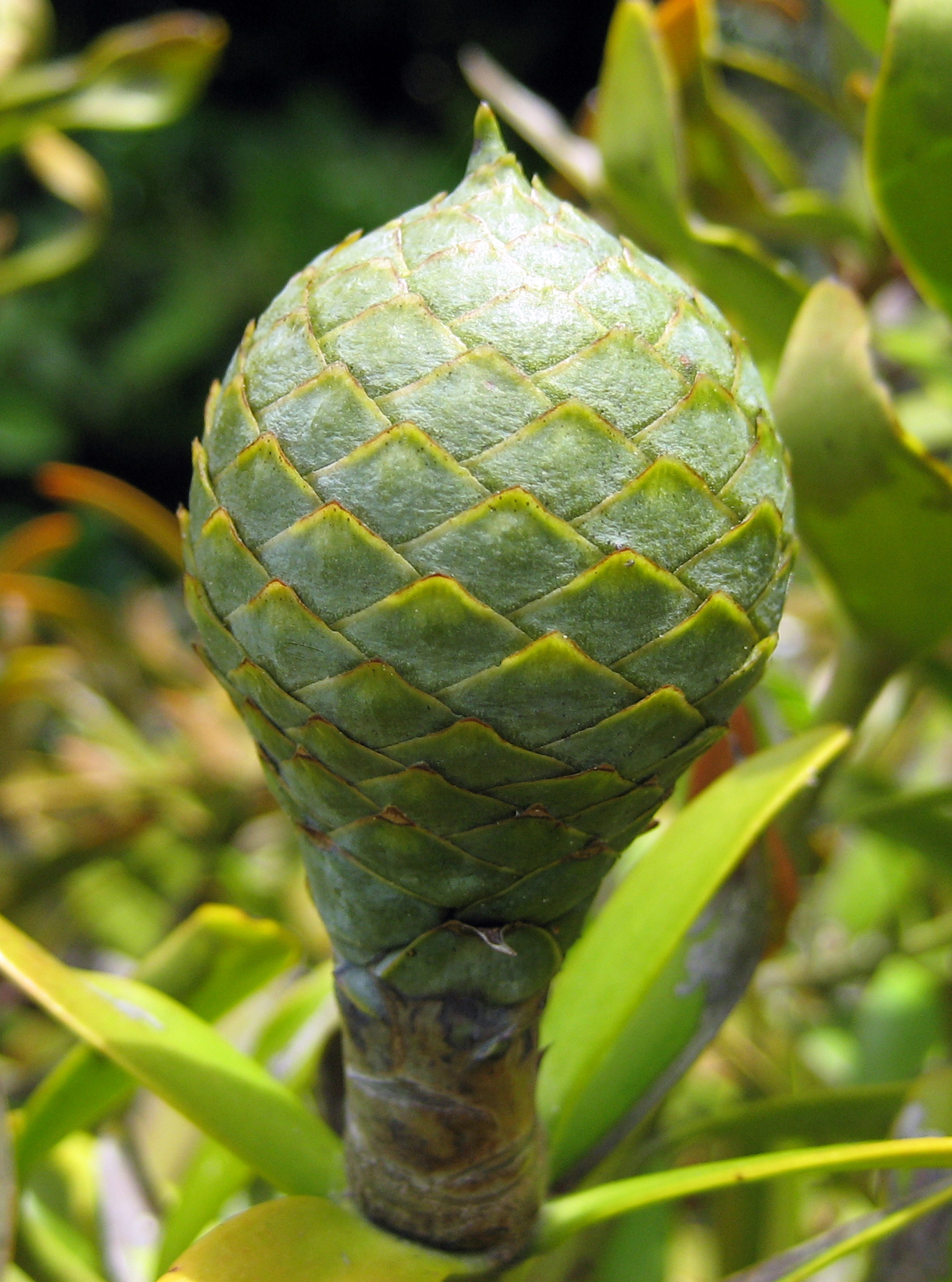
ナギモドキ属の球果
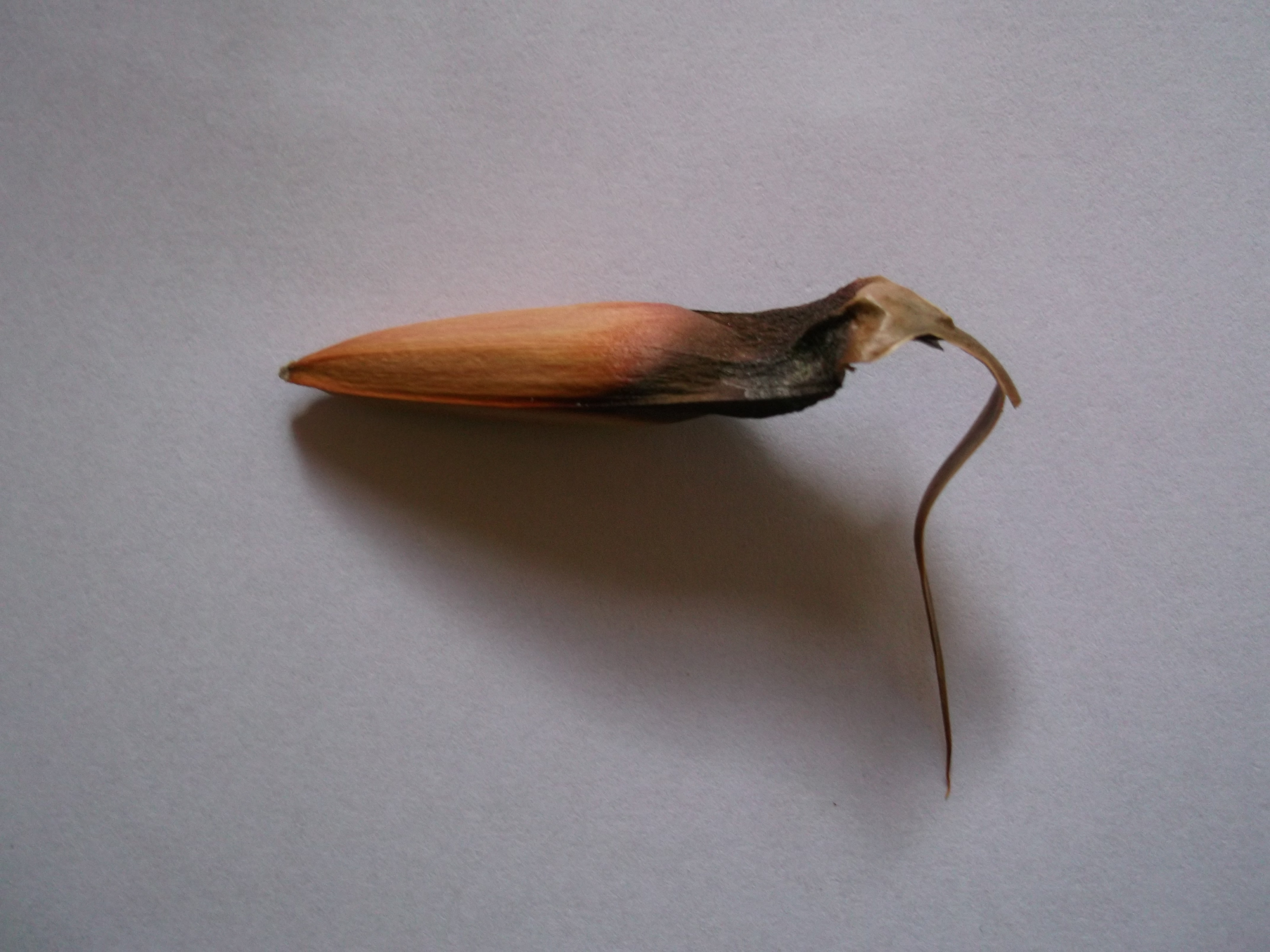
ナンヨウスギ属の種子

## 生態
広葉樹が優勢なことが多い熱帯においても本科やマキ科の針葉樹が優勢になる場合があり、一因として菌根が関係しているといわれている。

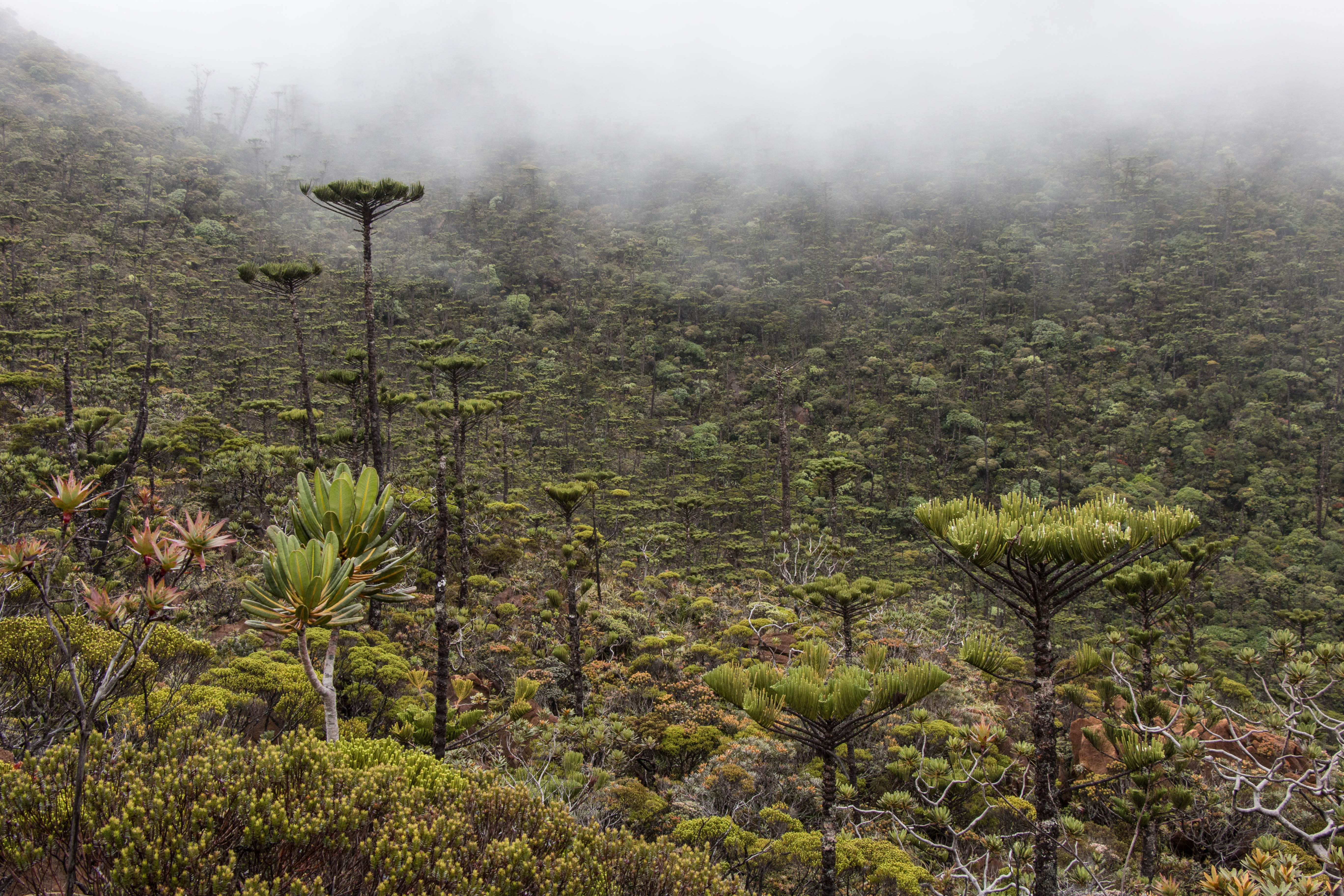
ニューカレドニアにおけるナンヨウスギ属の群落
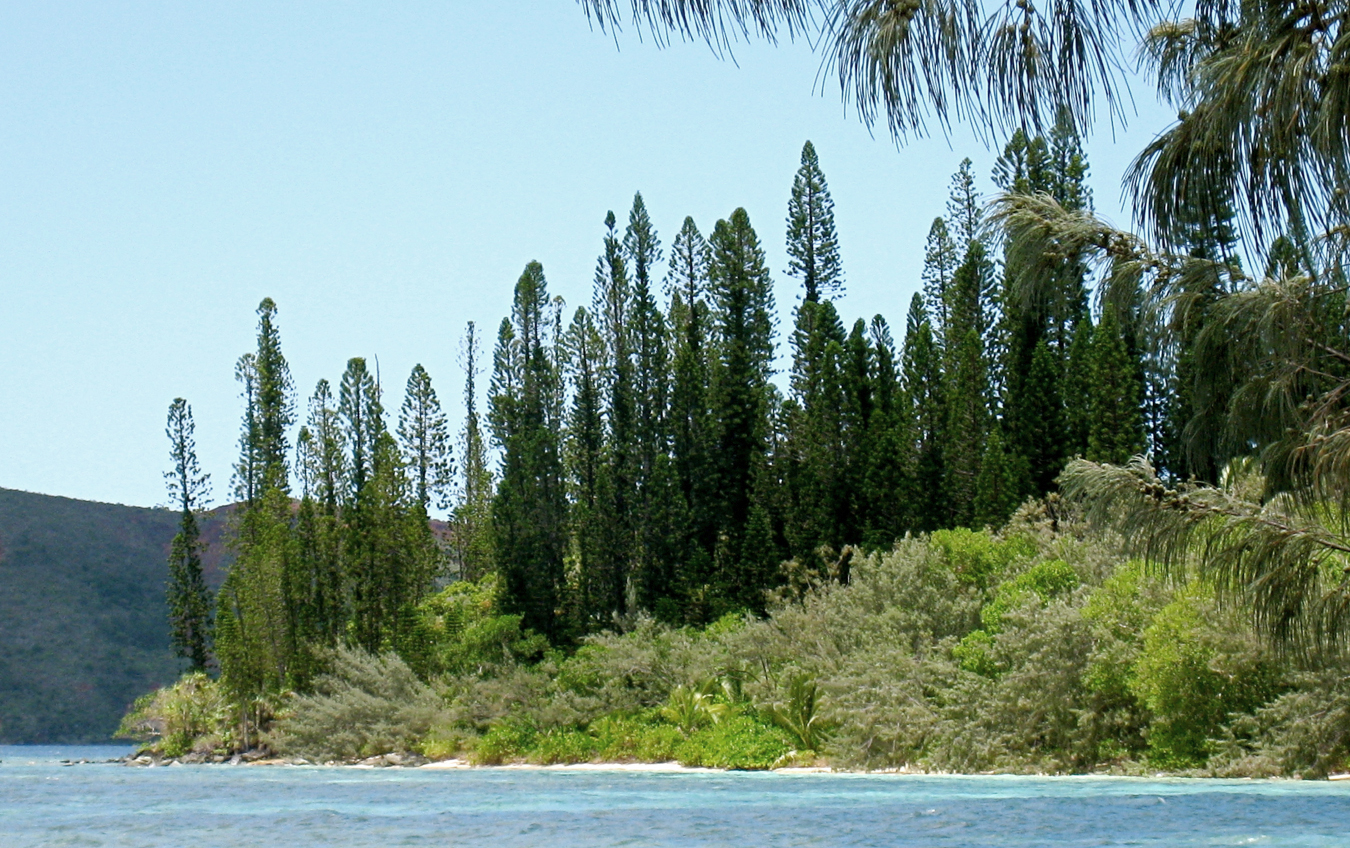
ニューカレドニアの海岸近くにおけるナンヨウスギ属の群落
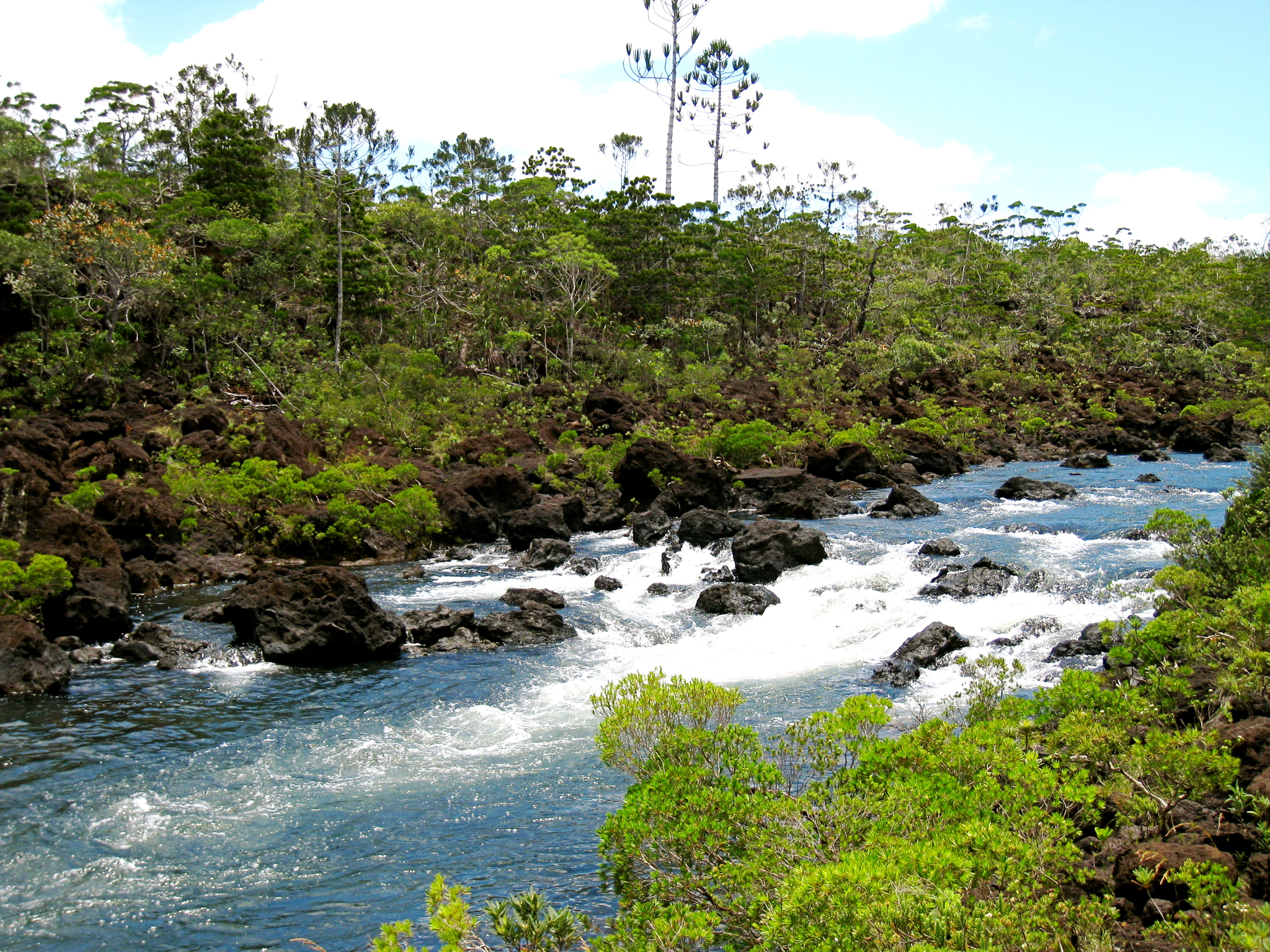
岩の目立つ川沿いにできたナンヨウスギ属の群落
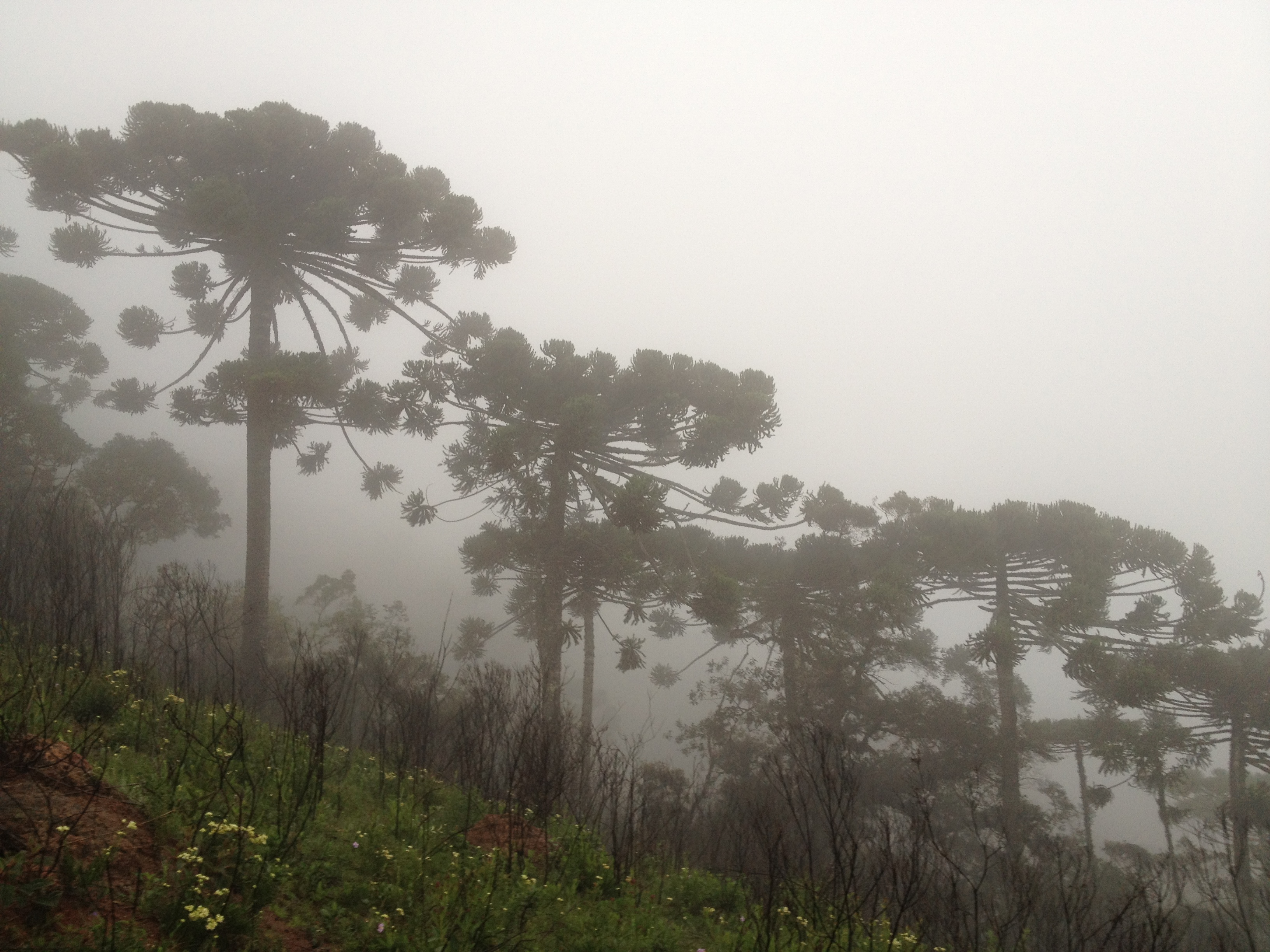
霧に包まれるナンヨウスギ属の群落

## 人間との関わり
ニュージーランドではナギモドキ属の巨木が崇められている。北島には特に有名なものが2本、タネ・マフタ（森の神の意味）とテ・マツア・ナヘレ（森の父の意味）があり、樹種はいずれもAgathis australisである。木材として用いられるほか、奇抜な形から庭園樹としても人気のあるものが多い。
Araucaria bidwilliiのほか、ナンヨウスギ属の種子には食べられるものがあり、オーストラリアの先住民アボリジニの他、遠く離れた南米チリの先住民マプチェ族も食用にしていたという。ナギモドキ属の樹脂はカウリガム（英：kauri gum）などと呼ばれ、自生地ニュージーランドの先住民マオリは採取したばかりの樹脂をチューインガムのように嗜好品としたり、琥珀やワニスとして利用していた。

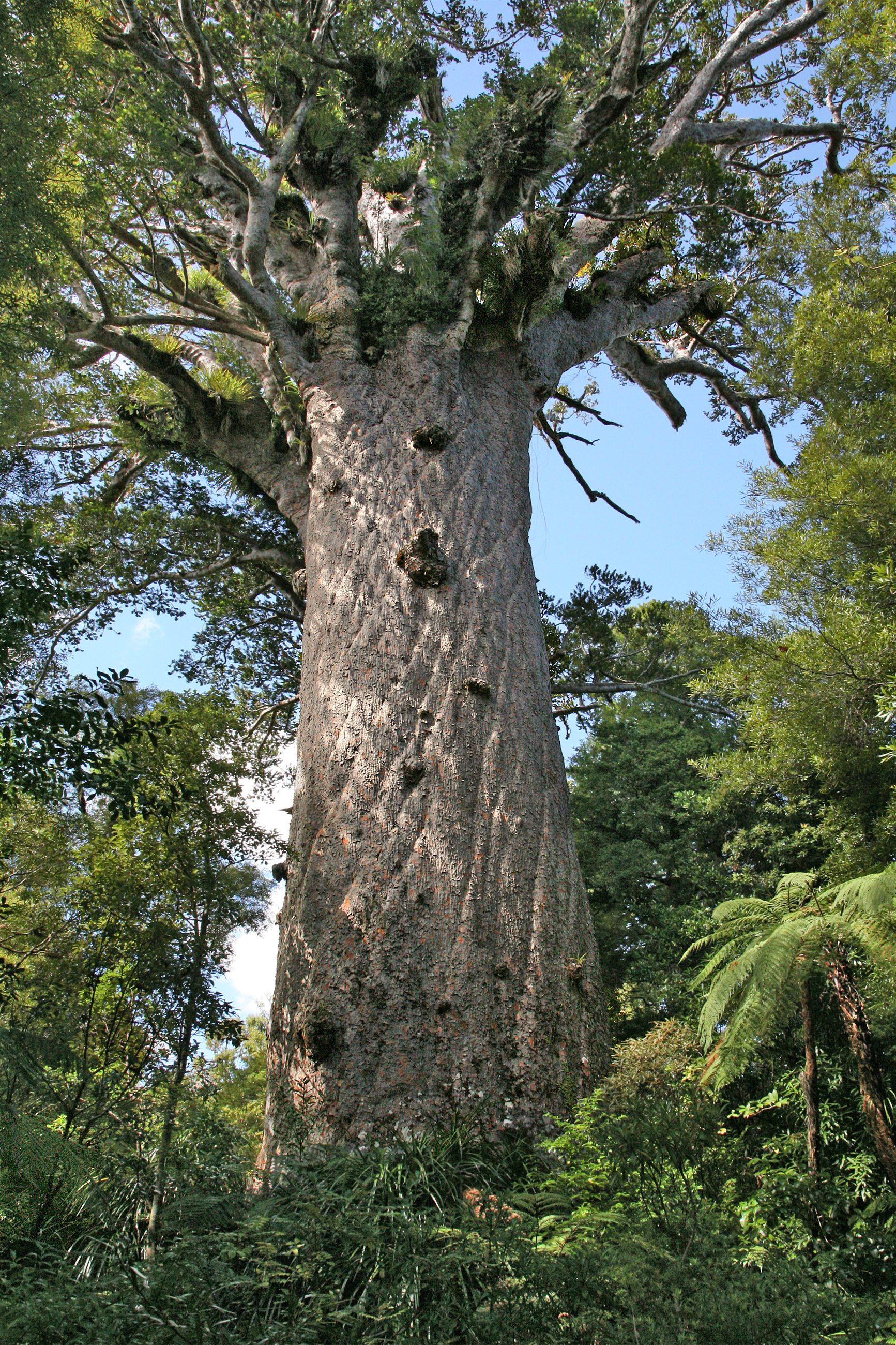
タネ・マフタ（森の神）と呼ばれる巨木
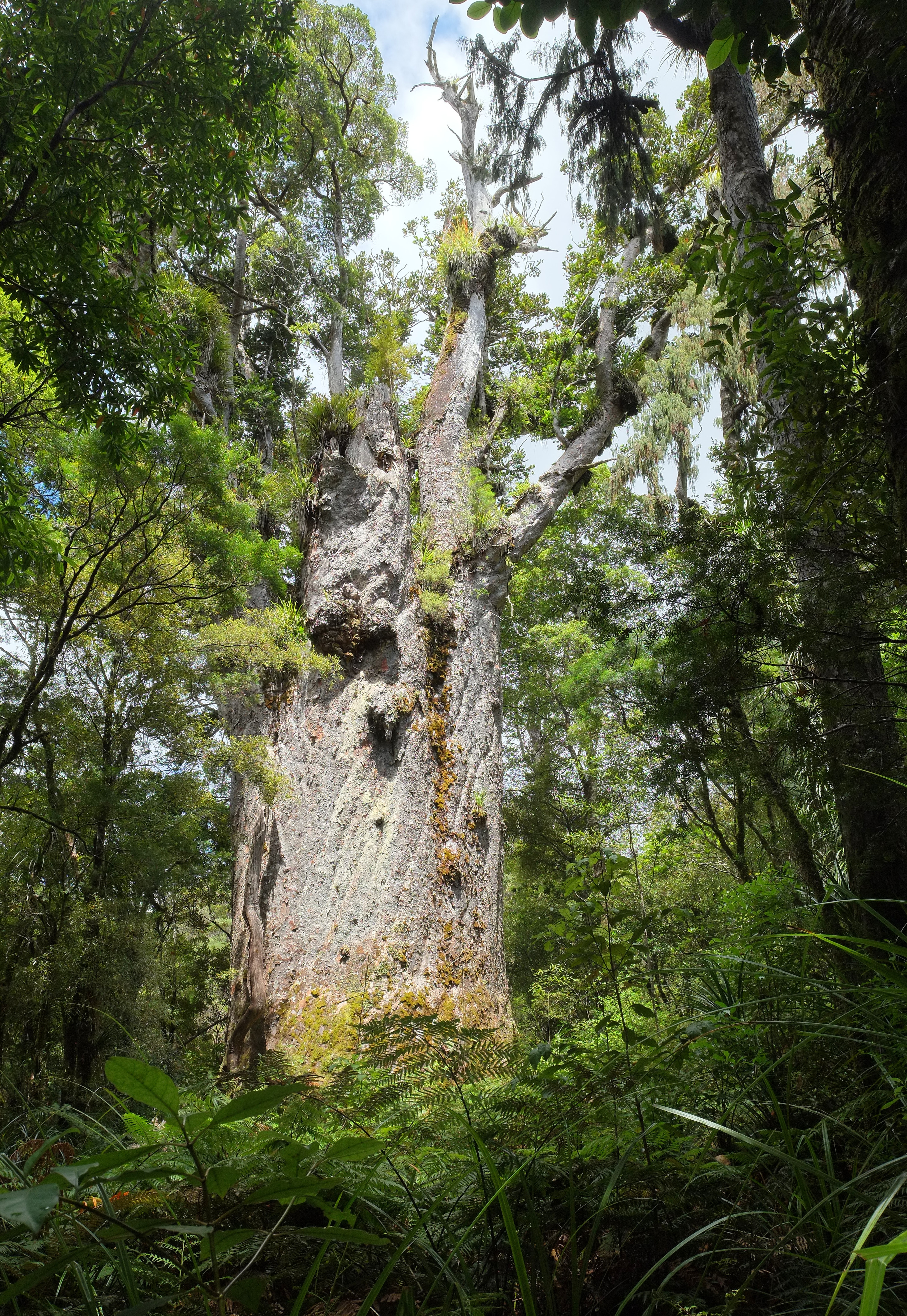
テ・マツア・ナヘレ（森の父）と呼ばれる巨木
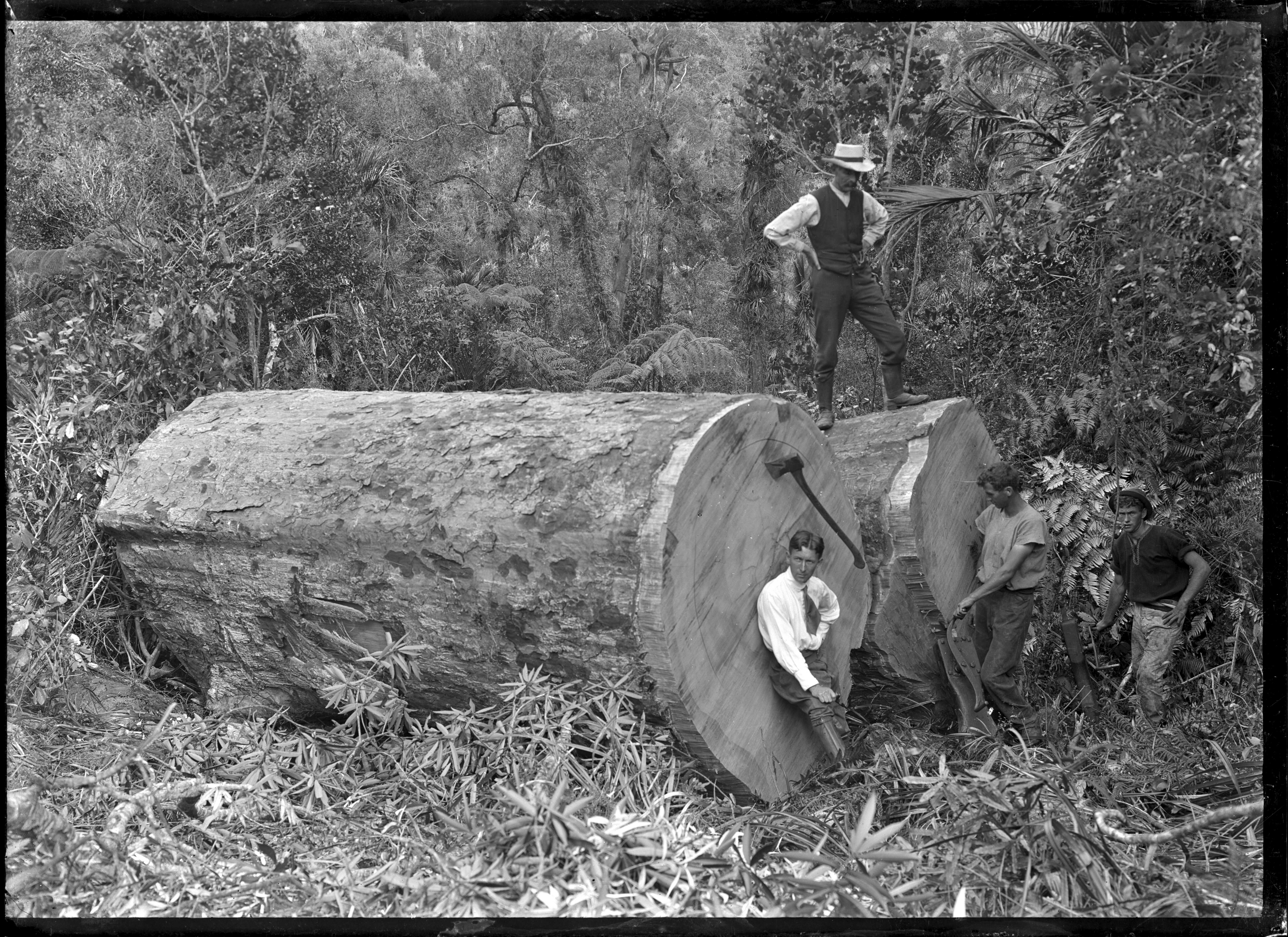
伐採されたナギモドキ属の個体
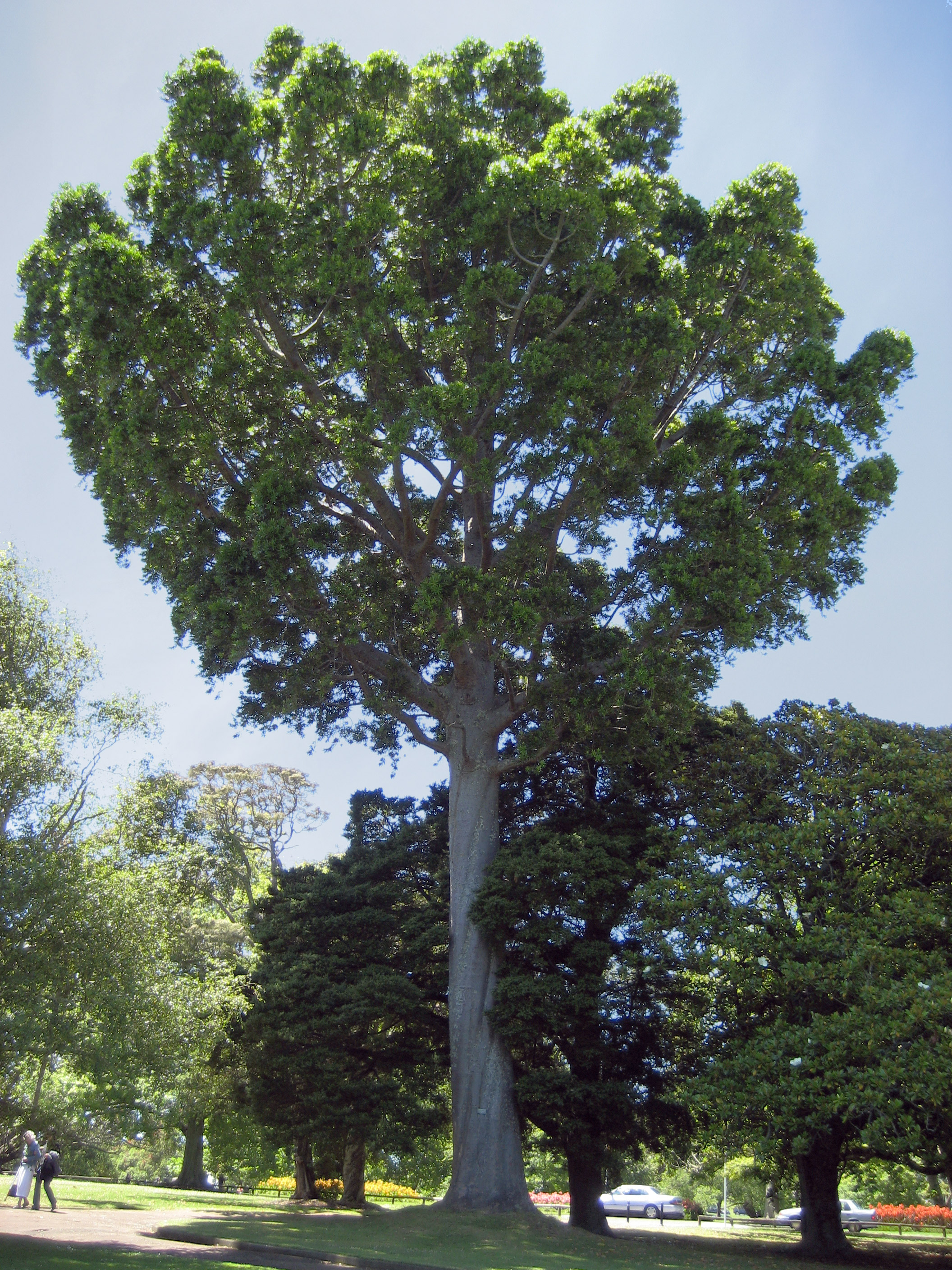
公園に植えられたナギモドキ属
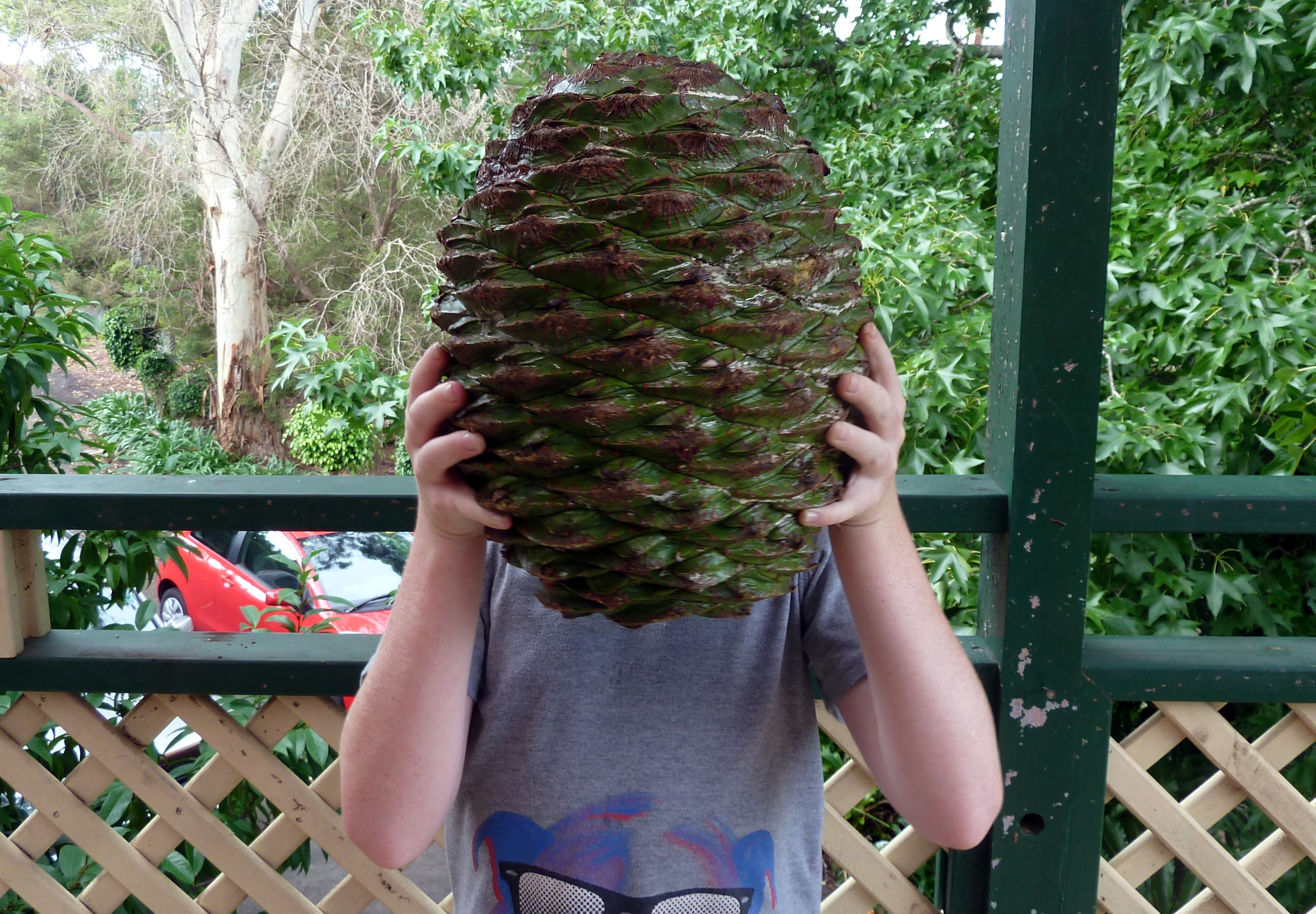
子供の顔の大きさほどになるナンヨウスギ属A. bidwiliiの球果
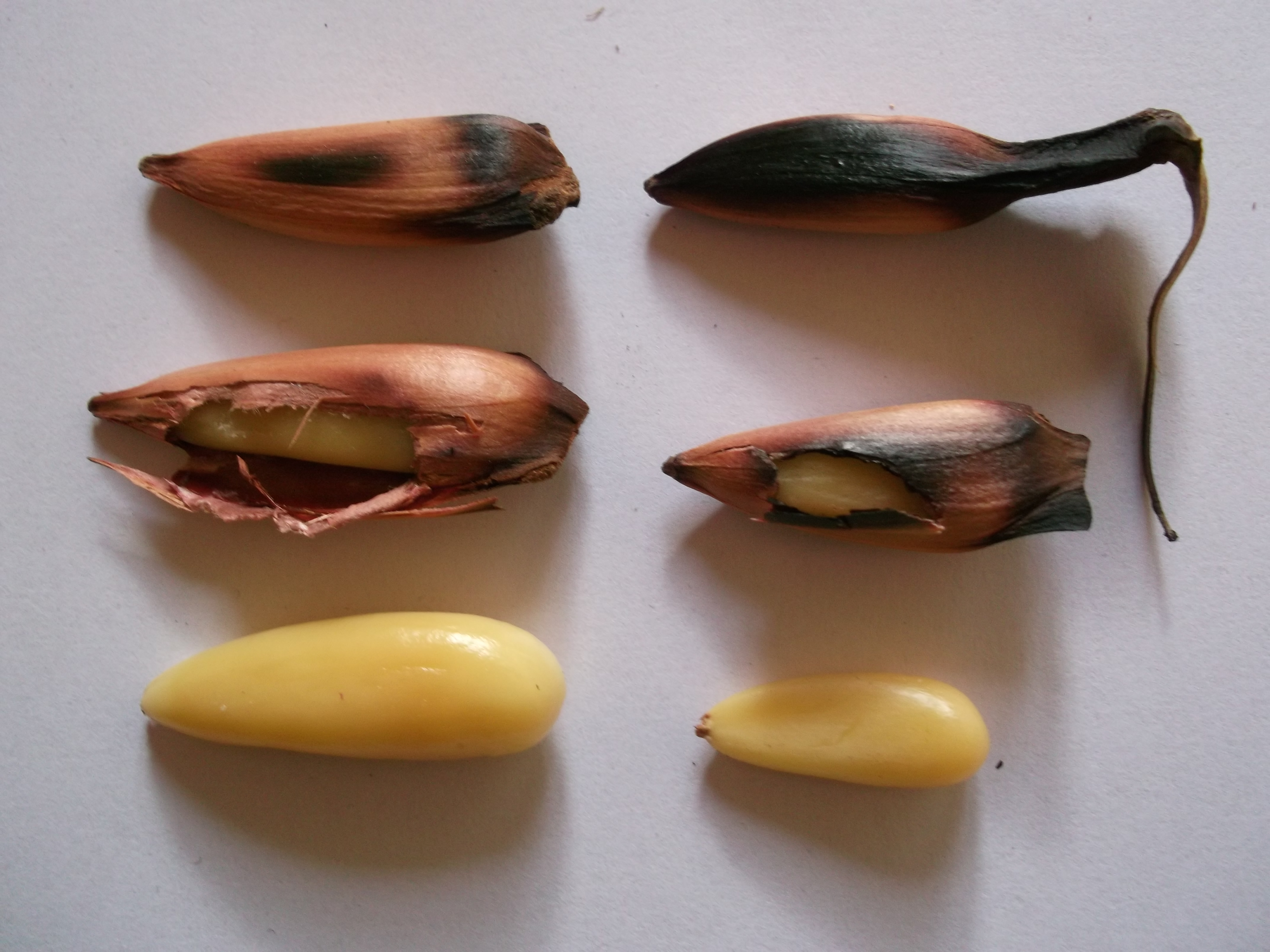
ナンヨウスギ属の種子と種子の皮をむいたところ
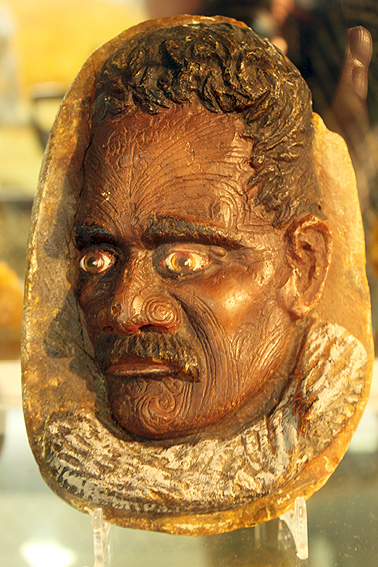
ナギモドキ属の樹脂から作られた装飾品

## 分類
- ナンヨウスギ属 （学名：Araucaria）

オーストラリア及びその周辺の太平洋の島々と遠く離れた南米大陸に合計20種ほどが分布する。そのうち14種はニューカレドニアの固有種。
- †アラウカリオキシロン （学名：Araucarioxylon）

中生代の地層からのみ化石が見つかる属で絶滅したものとみられている。
- ナギモドキ属 （学名：Agathis）

約17種がニュージーランドから東南アジアにかけて分布する。
- ウォレミア属  （学名：Wollemia）

ウォレマイ・パイン（Wollemia nobilis）だけから成る単型属